# The Rambler (journal)
Pour les articles homonymes, voir Rambler (homonymie).
The Rambler (La Roulotte en français) est un périodique catholique fondée par des anglicans convertis au catholicisme comme Richard Simpson, John Emerich Edward Dalberg-Acton et pendant un temps John Henry Newman. Cette revue fut publiée du 1er janvier 1848 à mai 1862. Elle avait pour but la conversion des anglicans mais avec des méthodes différentes de celles des ultramontains anglais comme William George Ward ou le cardinal Henry Edward Manning. Le développement de frictions entre les rédacteurs du journal « The Rambler » et la hiérarchie catholique conduisirent à la fin de la parution du journal.

## Ligne éditoriale et histoire
L'objectif du journal était de débattre des questions dogmatiques qui posaient problèmes entre anglicans et catholiques afin de montrer que l'Église catholique était ouverte aux débats. Le journal cherchait à fournir dans le même temps un avis indépendant sur l'actualité quotidienne.
Paraissant à l'origine à un rythme hebdomadaire, le magazine eut vite du succès et il fut décidé de le publier comme mensuel, dans un format plus important, à partir de septembre 1848.
Le principal propriétaire du magazine « The Rambler » était John Emerich Edward Dalberg-Acton. Richard Simpson, converti au catholicisme, rejoignit la revue en 1850 et fut nommé rédacteur en chef adjoint. En 1858 il devint propriétaire de la revue. Désavoué pour ses écrits, il fut remplacé en 1859 par John Henry Newman. Celui-ci, après plusieurs tentatives visant à concilier la ligne éditoriale de la revue et la doctrine de l'Église, vit lui-même ses propos détournés. Il quitta à son tour la revue qui cessa dès lors d'être publié.